# Google OTP
Google OTP 또는 Google Authenticator는 시간 기반 일회용 비밀번호 알고리즘(TOTP)와 HMAC 기반 일회용 비밀번호 알고리즘(HOTP)를 사용하여 다요소 인증 서비스를 구현하는 소프트웨어 토큰의 하나로, 구글의 모바일 애플리케이션 사용자들을 인증하기 위해 사용된다. 이 서비스는 RFC 6238, RFC 4226에 규정된 알고리즘을 구현한다.
Authenticator는 사용자 이름과 비밀번호 외에 지정해야 하는 6~8자리의 일회용 비밀번호를 제공하며 이를 통해 구글 서비스와 다른 사이트에 로그인할 수 있다. 이 Authenticator는 패스워드 매니저나 파일 호스팅 서비스와 같은 타사 애플리케이션에 대한 코드를 생성할 수 있다. 이전 버전의 소프트웨어는 오픈 소스였으나 이후 릴리스는 사유이다.
한국어 애플 앱 스토어에서는 "Google Authenticator"라는 소프트웨어 제목을 유지하며 한국어 플레이스토어에서는 "Google OTP"라는 이름이 사용된다.

## 구현체
구글은 안드로이드 블랙베리, iOS 버전의 Authenticator를 제공한다. 일부 타사 구현체도 이용할 수 있다.
- Windows Phone 7.5/8/8.1/10: Microsoft Authenticator[6] Virtual TokenFactor[7]
- Windows Mobile: Google Authenticator for Windows Mobile[8]
- Java CLI: Authenticator.jar[9]
- Java GUI: JAuth[10] FXAuth[11]
- J2ME: gauthj2me[12] lwuitgauthj2me[13] Mobile-OTP (중국어 전용)[14] totp-me[15]
- Palm OS: gauthj2me[16]
- Python: onetimepass[17], pyotp[18]
- PHP: GoogleAuthenticator.php[19]
- Ruby: rotp,[20] twofu[21]
- Rails: active_model_otp[22] (서드파티 구현체)
- webOS: GAuth[23]
- Windows: gauth4win[24] MOS Authenticator[25] WinAuth[26]
- .NET: TwoStepsAuthenticator[27]
- HTML5: html5-google-authenticator[28]
- MeeGo/Harmattan (노키아 N9): GAuth[29]
- Sailfish OS: SGAuth,[30] SailOTP[31]
- Apache: Google Authenticator Apache Module[32]
- PAM: Google Pluggable Authentication Module[33] oauth-pam[34]
- Backend: LinOTP (Management Backend implemented in python)
- Chrome/Chrome OS: Authenticator[35]
- iOS: OTP Auth[36]

- privacyIDEA Authentication System.

## 같이 보기
- 다요소 인증
- FreeOTP